# Art Association of Montreal

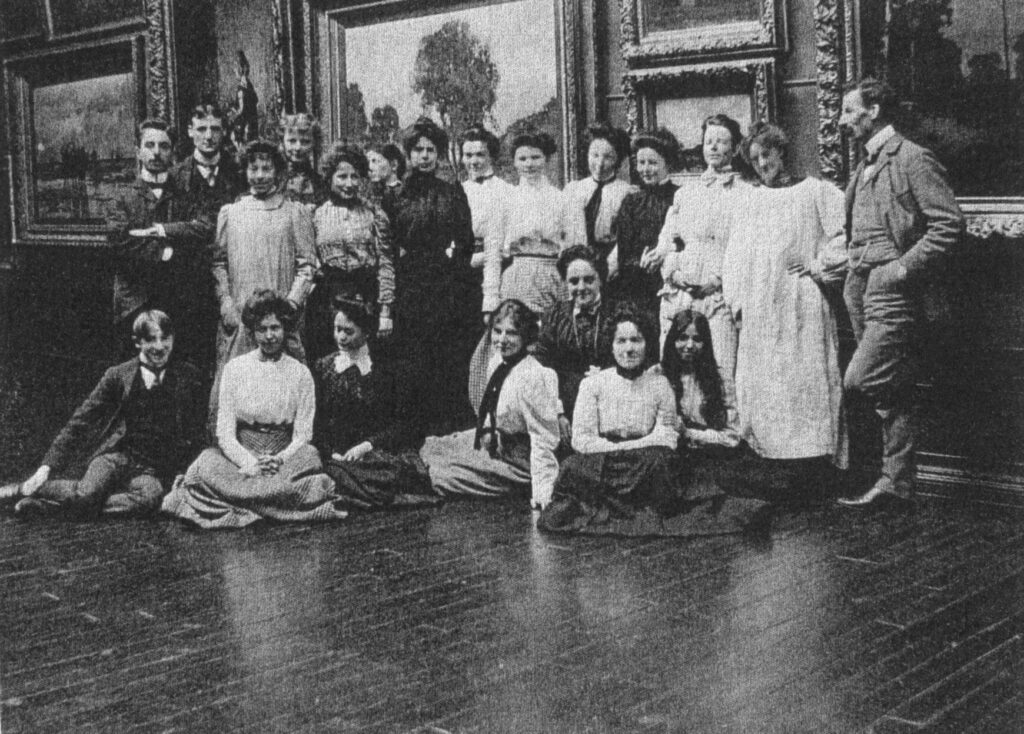
William Brymner mit seinen Studenten an der Art Association of Montreal, 1902

Die Art Association of Montreal, der Vorläufer des Musée des beaux-arts de Montréal (engl. The Montreal Museum of Fine Arts – MBAM), wurde 1860 gegründet. Einer der zentralen Gründungsakteure war Bischof Francis Fulford (1803–1868), unterstützt von einer Gruppe kunstinteressierter Bürger und Sammler Montréals, die der Stadt einen Ort für Kunst und Kultur widmen wollten. Ziel war es, das Interesse und die Wertschätzung für die bildenden Künste zu fördern. Zu dieser Zeit erlebte Montréal einen wirtschaftlichen und demographischen Aufschwung und galt als Wirtschaftsmetropole Kanadas.

## Architektur und Sammlungen

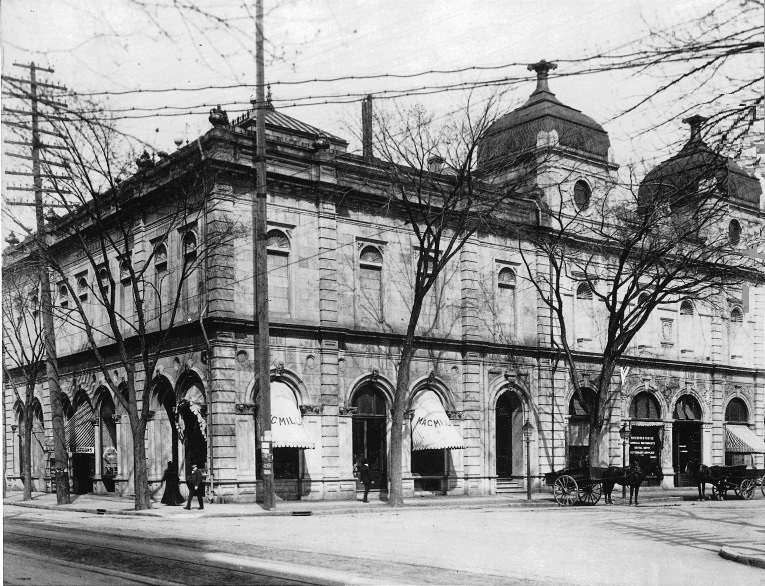
Gebäude der Art Association of Montreal, Phillips Square, Montreal, Québec, um 1893

In den ersten Jahren hatte die Art Association of Montréal keinen festen Standort, so dass der Erwerb einer Kunstsammlung zunächst nicht möglich war. Die Ausstellungen fanden an verschiedenen Orten in Montréal statt. 1877 stiftete der Geschäftsmann und Sammler Benaiah Gibb 72 Gemälde, vier Bronzeskulpturen und ein Grundstück an der nordöstlichen Ecke des Phillips Square in der Innenstadt von Montréal. Außerdem stiftete er 8000 Dollar unter der Bedingung, dass innerhalb von drei Jahren auf diesem Grundstück ein Museum errichtet würde. Am 26. Mai 1879 wurde die Art Gallery of the Art Association of Montréal vom kanadischen Generalgouverneur John Douglas Sutherland Campbell eröffnet. Es war das erste speziell für Kunstsammlungen errichtete Gebäude in Kanada und umfasste einen Ausstellungssaal, einen Lesesaal für grafische Werke, einen Vortragssaal und Räumlichkeiten für eine Kunstschule.
Im Jahr 1880 rief die Vereinigung die erste jährliche Ausstellung zeitgenössischer kanadischer Kunst ins Leben, die so genannte Frühjahrsausstellung. Diese Tradition wurde bis 1965 fortgesetzt. 1912 bezog die Art Association of Montreal ein größeres Gebäude in der Sherbrooke Street West, das von den Architekten Edward und William Sutherland Maxwell entworfen worden war. Im Jahr 1917 wurde eine Abteilung für dekorative Kunst unter der Leitung von F. Cleveland Morgan gegründet, der bis zu seinem Tod im Jahr 1962 mehr als 7000 Objekte in die Sammlung einbrachte. 1947 wurde Robert Tyler Davis zum ersten hauptamtlichen Direktor ernannt. Zwei Jahre später wurde der Name in Musée des beaux-arts de Montréal / Montreal Museum of Fine Arts geändert, um den Charakter der Institution besser widerzuspiegeln.

## Kunstschule
1880 gründete der Rat der Art Association of Montreal eine Kunstschule. Nach anfänglichen Schwierigkeiten und vorübergehender Einstellung des Unterrichts wurden 1883 unter der Leitung von Robert Harris (1849–1919) neue Kurse eingeführt. Robert Harris etablierte ein Pariser Ateliermodell, das die Figurenstudie in den Mittelpunkt stellte. 1886 übernahm William Brymner, ein Absolvent der Pariser Académie Julian, die Leitung. Unter seinem Einfluss wurde die Kunstschule zu einem Zentrum der modernen Kunstausbildung in Kanada. Brymner förderte individuelle Ausdrucksformen und ermöglichte die Konzentration auf figurative Malerei, während die National Gallery of Canada sich auf Landschaftsmalerei konzentrierte. William Brymner leitete die Schule bis 1921 und prägte ihre Entwicklung entscheidend. Zu seinen Schülern zählten Künstler wie Lilias Torrance Newton, Edwin Holgate, Mabel May und Anne Savage, die wichtige Beiträge zur kanadischen Kunst leisteten.

## Bedeutung und Vermächtnis
Die Art Association of Montreal spielte eine entscheidende Rolle in der Entwicklung der kanadischen Kunstszene. Mit ihren Ausstellungen, ihrer Kunstschule und dem Aufbau einer umfangreichen Sammlung legte sie den Grundstein für das heutige Montreal Museum of Fine Arts.